# Amorg od Karije (satrap)
Amorg od Karije je bio perzijski satrap na prijelazu iz 6. u 5. stoljeće pr. Kr., odnosno u doba vladavine Darija Velikog, kralja Perzijskog Carstva. O njegovom životu zna se vrlo malo; Herodot spominje kako se Amorg zajedno s generalom Daurisom borio protiv ustanka Grka u Kariji. Perzijanci su pobijedili u bitkama kod Marsijasa i Labarunde, no nedugo kasnije upali su u zasjedu kod Pedasa gdje su ubijeni Amorg, Dauris i drugi zapovjednici

## Poveznice
- Darije I. Veliki
- Jonski ustanak
- Dauris

| Prethodnik: | Satrap Karije (? - 494. pr. Kr.) | Nasljednik:                         |
| Adusije (?) | Satrap Karije (? - 494. pr. Kr.) | Ligdamis I. (494. - 480-ih pr. Kr.) |

## Vanjske poveznice
- Amorg (Amorges), AncientLibrary.com  Arhivirana inačica izvorne stranice od 21. studenoga 2009. (Wayback Machine)
- Herodot, V. 121.